# Stadio Maggiore José Levy Sobrinho
Lo stadio Maggiore José Levy Sobrinho (in portoghese estádio Major José Levy Sobrinho), meglio conosciuto come Limeirão, è un impianto sportivo brasiliano situato nella città di Limeira, nello stato di San Paolo. Ospita le partite interne dell'Inter de Limeira.

## Storia
Fu costruito tra il 1974 ed il 1977 su un terreno donato dal maggiore José Levy Sobrinho, al quale poi fu intitolato l'impianto. Fu inaugurato il 30 gennaio 1977 con una partita tra i padroni di casa e il Corinthians vinta 3-2 dagli ospiti.